# Dana Flor
Dana Flor ist eine US-amerikanische Dokumentarfilmerin, Produzentin und Autorin.

## Biografie
Flor wuchs in der Nähe von Washington D.C. auf und begann eine Laufbahn als Nachrichtenreporterin und -produzentin. Sie erstellte Berichte für Reuters Television, CNN, die British Broadcasting Corporation und National Geographic. Die Berichte umfassten aktuelle Nachrichten aus der Welt mit dem Schwerpunkt Lateinamerika. True Stories of the NYPD war ein Beitrag für den History Channel und Latin Jazz – The Perfect Combination für America’s Jazz Heritage und das Smithsonian Institute. Dana Flor war Co-Regisseurin und Co-Produzentin des Films Check It, der auf dem Tribeca Film Festival Premiere hatte. The Nine Lives of Marion Barry über den Bürgermeister von Washington D.C. wurde auf HBO ausgestrahlt. Sie schrieb und inszenierte außerdem den Emmy-prämierten Dokumentarfilm Latinos in Beisbol und den Emmy-nominierten Dokumentarfilm Cesar Chavez für NBC. Auf dem Internationalen Dokumentarfilmfestival München DOK.fest 2025 zeigt sie unter dem Titel 1-800-on-Her-Own eine Dokumentation über die Musikerin Ani DiFranco.
Flor lebt in Washington, D.C.

## Filmografie (Auswahl)
- 2000: Time Machine: True Stories of the NYPD (Regie)
- 2002: Latin Jazz – The Perfect Combination
- 2009: The Nine Lives of Marion Barry (Regie mit Toby Oppenheimer, Produktion, Kamera)
- 2016: Check It (Regie mit Toby Oppenheimer)
- 2024: 1-800-on-Her-Own (Regie)

## Auszeichnungen
- 2017: Check It, Gewinn des Queer Youth Jury Prize als bester Film, Fusion International Film Festival Oslo